# Ixora accedens
Ixora accedens är en måreväxtart som beskrevs av Theodoric Valeton. Ixora accedens ingår i släktet Ixora och familjen måreväxter. Inga underarter finns listade i Catalogue of Life.